# Regarde, regarde les arlequins !
Regarde, regarde les arlequins ! (titre original anglais : Look at the Harlequins!) est un roman écrit par Vladimir Nabokov, publié pour la première fois en  1974. C'est une autobiographie fictive où il évoque un voyage en U.R.S.S.
Il s'agit de la dernière œuvre publiée par Nabokov avant sa mort en 1977.